# BK Novosibirsk
Basketbolnyj kloeb Novosibirsk (Russisch: Баскетбольный клуб Новосибирск) is een professionele basketbalclub uit Novosibirsk, Rusland. Ze spelen in de Russische superliga B.

## Geschiedenis
De club werd opgericht in 1973 op basis van de reeds bestaande groep "Mladost". In 1979 kwam het voor het eerst bij de elite van de Sovjet-basketbal, na twee jaar spelen in de klasse er onder. In 1992 maakte het team het tweede debuut in de Premjer League en bleef daar voor vijf jaar. Het was de beste prestatie van de club in haar geschiedenis. De ploeg schipperde tussen de Superleague A en de Superleague B. In 2004 werd Sibirtelecom de hoofdsponsor van de club. Van 2004 tot 2008 bleven ze in de Superleague A, het beste resultaat was een 9e plaats. In 2008 keerde ze terug in de Superleague B. Maar op 26 juni 2010 besloten de aandeelhouders van Rostelecom om OJSC Rostelecom te reorganiseren in de vorm van fusie met haar open naamloze vennootschappen, waaronder Sibirtelecom OJSC. Als gevolg hiervan verloor de club haar hoofdsponsor, die 50-60 procent van het budget dekte. Een aantal noodlottige beslissingen werden genomen: om in de Superleague van het Russische basketbal te blijven, om het eerste team te ontbinden (8 spelers gingen naar andere clubs), de basis van het team bestaat uit jonge leerlingen van de club en studentenbasketbal. Er werd een nieuwe club opgericht. De club heet nu BK Novosibirsk. In 2015 won de club de Beker van Rusland door in de finale Dinamo Moskou met 81-78 te verslaan. In 2017 won Novosibirsk weer de Beker van Rusland. Nu wonnen ze van Sachalin Joezjno-Sachalinsk met 69-67.

## Naam
De club werd opgericht in 1973 onder de naam BK Lokomotiv Novosibirsk. Vanaf 2004 tot 2011 wordt de club gesponsort door Sibirtelecom. De naam werd BK Sibirtelecom-Lokomotiv Novosibirsk. Sinds 2011 heet de club BK Novosibirsk.

## Erelijst
- Landskampioen Russische SFSR: 2
  - Winnaar: 1990, 1991
  - Derde: 1984

- Landskampioen Rusland: 2 (divisie B)
  - Winnaar: 2003, 2015
  - Tweede: 2010
  - Derde: 2001, 2009

- Bekerwinnaar Rusland: 2
  - Winnaar: 2015, 2017

## Bekende (oud)-coaches
- - Joeri Permanov en Aleksandr Solodkin (1973-1982)
- - Joeri Aristarchov (1982-1984)
- - Viktor Koecharenko (1984-2001)
- Sergej Babkov (2001-2005)
- - Sergej Zozoelin (2005-2006 en 2008-2009)
- Vladimir Koloskov (2006-2008)
- Sergej Kazarzjevski (2009-2011)
- Sergej Kazarzjevski (2011-2013)Novosibirsk
- Vladimir Pevnev (2013-heden)

## Bekende (oud)-spelers
- - Jevgeni Kisoerin
- - Jevhen Moerzin
- Sergej Babkov
- Igor Gratsjev
- Andrej Vorontsevitsj
- Malcolm Bernard
- Aaron Carver